# 邱远才
邱远才（19世纪?—1868年）原名邱朝貴，又作邱得才，外號「邱老虎」，太平天国人物。
1861年因戰功封贈「淮王」，隸屬於英王陳玉成部；任捻軍黑旗旗主，1866年10月，捻軍在河南许州分军为二，他奉命参加西捻军，夥同张宗禹攻陕；1868年3月23日與幼沃王張禹爵、懷王邱遠才，在直隸救援戰一役渡滹沱河撲向北京前，於冀中饶阳与清军作战时阵亡。